# Ludwig II.
Pour plus de détails, voir Fiche technique et Distribution.
Ludwig II. est un film historique allemand réalisé et scénarisé par Marie Noëlle et Peter Sehr, sorti en 2012. Le film retrace de façon romancée la vie de Louis II de Bavière, de son ascension au trône à sa mort tragique.

## Synopsis
Jeune prince brillant à la beauté singulière, épris de musique et amoureux de la nature, excellent cavalier et lecteur accompli, Louis est propulsé sur le trône à l'âge de 18 ans. S'il croit profondément au pouvoir des arts et érige Wagner au rang de guide spirituel, très vite, la réalité le rattrape et le jeune monarque affronte de bien sombres heures… Louis lutte désormais pour préserver la Bavière de l'emprise prussienne, tout en combattant son attirance pour les hommes que sa foi lui interdit.
À 40 ans, il laissera derrière lui trois remarquables châteaux (Herrenchiemsee, Linderhof et Neuschwanstein) et une citation qui serait le leitmotiv de sa vie : « Je veux rester une énigme, pour moi-même comme pour les autres ».

## Fiche technique
- Titre : Ludwig II.
- Réalisation : Marie Noëlle et Peter Sehr
- Scénario : Marie Noëlle et Peter Sehr
- Montage : Hans Funck
- Musique : Bruno Coulais
- Producteurs : Cornelia Ackers, Matthias Esche, Antonio Exacoustos, Jan S. Kaiser, Danny Krausz, Philipp Kreuzer, Gilbert Möhler, Ronald Mühlfellner, Bettina Reitz, Roland Zelles  
  - Producteur associé : Hamid Baroua
- Pays d'origine :  Allemagne,  Autriche
- Genre : Film historique, biopic, film dramatique
- Durée : 156 minutes (2 h 36)
- Langue : Allemand, français
- Budget : 16 000 000 €
- Dates de sortie :   
  -  Allemagne : 26 décembre 2012
  -  Russie : 28 mars 2013
  -  Ukraine : 18 avril 2013
  -  Estonie : 19 avril 2013
  -  Japon : 21 décembre 2013

## Distribution

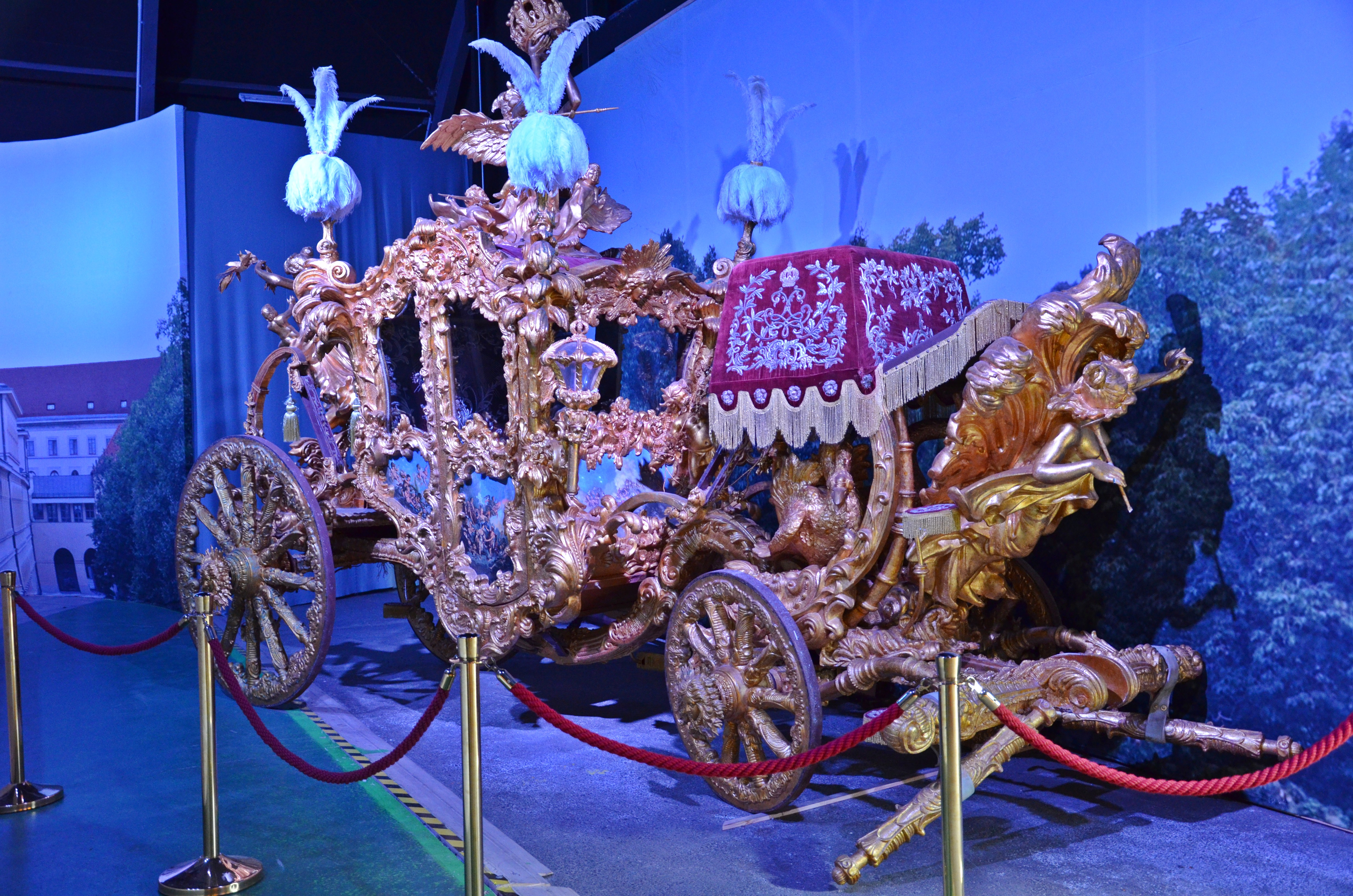
Le carrosse royal de Louis II, reproduit pour les besoins du film.

- Sabin Tambrea : Louis II de Bavière
- Sebastian Schipper : Louis II de Bavière (âgé)
- Hannah Herzsprung : Élisabeth d'Autriche
- Edgar Selge : Richard Wagner
- Friedrich Mücke : Richard Hornig
- Justus von Dohnányi : Johann von Lutz
- Samuel Finzi : Lorenz Mayr
- Tom Schilling : Prince Otto
- Paula Beer : Princesse Sophie
- Uwe Ochsenknecht : Luitpold de Bavière
- Peter Simonischek : Ludwig von der Pfordten
- Gedeon Burkhard : Maximilien von Holnstein
- Katharina Thalbach : Marie de Hohenzollern
- August Schmölzer : Bernhard von Gudden
- Michael Fitz : Maximilien en Bavière
- Franz Dinda : Heinrich Vogel
- Christophe Malavoy : Napoléon III
- Bernd Birkhahn : Otto von Bismarck
- Volker Michalowski : Frisör Hoppe
- André Eisermann : Karl Hesselschwerdt
- Axel Milberg : Maximilien II de Bavière
- Pascal Breuer : Oberstleutnant Reisenegger
- Gerti Drassl : Hofdame Matilde
- August Wittgenstein : Alfred von Dürckheim
- Anja Kampe : Malwine Schnorr von Carolsfeld
- Wolfgang Schwaninger : Ludwig Schnorr von Carolsfeld
- Martin Petzold : Joseph Tichatschek
- Jenny Rebecca Winans : Junge Elsa
- Karl Fischer : Eduard von Bomhard
- Lilly Forgách : Augusta-Amélie de Bavière
- Stefan Merki : Franz Xaver von Gietl
- Fanny Krausz : Frieda
- Heide Jablonka : Madame Lutz
- Markus Völlenklee : Pfleger Mauder

## Réception critique
- « Le duo de réalisateurs Peter Sehr et Marie Noelle met en scène son film biographique sur Louis II de façon épique et montre le vrai visage de l’homme derrière la légende. Cette réussite est surtout due à d’excellents acteurs, des lieux de tournage opulents et un travail du détail très minutieux…. Ludwig II. convainc avec un brillant sens de l’exposition ainsi qu'une approche fraîche et naturelle. » (Filmstarts[1])

- « Une longue période s'est écoulée avant que l’on ne puisse retrouver le roi des contes au cinéma. L’éternel mystère, vu par Peter Sehrs & Marie Noelle, reste entier, même dans ce nouveau film […]. Les châteaux de Louis II sont aujourd’hui un aimant touristique et ils ont prouvé sur le long terme qu’ils n’étaient pas un investissement ruineux mais tout le contraire. Ceci s’est révélé être le motif principal de Sehr et Noelle pour concevoir leur film. Ce film, qui se veut du patrimoine culturel mondial, l'est assurément au niveau national. » (Frankfurter Allgemeine Zeitung[2])

- « Les deux acteurs principaux du nouveau biopic sur le roi de Bavière n’ont pas le charisme d'Helmut Berger. Toutefois Ludwig II. de Peter Sehr et Marie Noelle est une œuvre d'infodivertissement remarquable. Plus d’explications que d’aura, donc plus de jeu télévisé que de mélodrame. Le mythe de Louis II a visiblement survécu. » (Welt[3])

## Distinctions

### Récompenses
- Bavarian Film Awards 2012 : Prix du nouveau talent masculin pour Sabin Tambrea
- New Faces Award 2013 : Prix du jeune interprète pour Sabin Tambrea
- Festival International du Film Historique de Waterloo 2013 : Prix du meilleur acteur pour Sabin Tambrea

### Nominations
- Deutscher Filmpreis 2013 : Nommé dans la catégorie Meilleur Acteur pour Sabin Tambrea